# Verdensmesterskabet i korrespondanceskak
Verdensmesterskabet i korrespondanceskak (på engelsk World Correspondence Chess Championship) afgører hvem der bliver verdensmester i korrespondanceskak. Mænd og kvinder i alle aldre kan kæmpe om titlen. Det officielle verdensmesterskab afholdes af International Correspondence Chess Federation (ICCF).
Verdensmesterskabet består af fire stadier: indledende runder, semifinalerne, kandidaterne turnering og finalen. ICCF turneringsregler bestemmer, hvilket spillere der kan deltage i hvert stadie. Første-, anden- og tredjepladserne fra den foregående finale samt første- og andenpladserne fra kandidaternes turnering har adgang til finalen.
ICCF afholder også verdensmesterskabet for kvinder, som består af semifinaler og finalen.

## Verdensmestre
Årene angiver den periode, hvor mesterskabet fandt sted, som angivet på ICCF's hjemmeside.
| Nr. | År        | Mester                                        | Andenplads                                                 |
| --- | --------- | --------------------------------------------- | ---------------------------------------------------------- |
| 01. | 1950–1953 | Cecil Purdy                                   | Harald Malmgren                                            |
| 02. | 1956–1959 | Viacheslav Ragozin                            | Lucius Endzelins                                           |
| 03. | 1959–1962 | Albéric O'Kelly de Galway                     | Piotr Dubinin                                              |
| 04. | 1962–1965 | Vladimir Zagorovsky                           | Georgy Borisenko                                           |
| 05. | 1965–1968 | Hans Berliner                                 | Jaroslav Hybl                                              |
| 06. | 1968–1971 | Horst Rittner                                 | Vladimir Zagorovsky                                        |
| 07. | 1972–1976 | Yakov Estrin                                  | Jozef Boey                                                 |
| 08. | 1975–1980 | Jørn Sloth                                    | Vladimir Zagorovsky                                        |
| 09. | 1977–1983 | Tõnu Õim                                      | Fritz Baumbach                                             |
| 10. | 1978–1984 | Victor Palciauskas                            | Juan Morgado                                               |
| 11. | 1983–1989 | Fritz Baumbach                                | Gennadi Nesis                                              |
| 12. | 1984–1991 | Grigory Sanakoev                              | Josef Franzen                                              |
| 13. | 1989–1998 | Mikhail Umansky                               | Eric Bang                                                  |
| 14. | 1994–2000 | Tõnu Õim                                      | Ove Ekebjaerg                                              |
| 15. | 1996–2002 | Gert Jan Timmerman                            | Joop van Oosterom                                          |
| 16. | 1999–2004 | Tunç Hamarat                                  | Rudolf Maliangkay                                          |
| 17. | 2002–2007 | Ivar Bern                                     | Wolfgang Rohde                                             |
| 18. | 2003–2005 | Joop van Oosterom                             | Hans Elwert                                                |
| 19. | 2004–2007 | Christophe Léotard                            | Frank Gerhardt                                             |
| 20. | 2004–2011 | Pertti Lehikoinen                             | Stefan Winge                                               |
| 21. | 2005–2008 | Joop van Oosterom                             | Alexander Ugge                                             |
| 22. | 2007–2010 | Aleksandr Dronov                              | Jürgen Bücker                                              |
| 23. | 2007–2010 | Ulrich Stephan                                | Thomas Winckelmann                                         |
| 24. | 2009–2011 | Marjan Šemrl                                  | Hans-Dieter Wunderlich                                     |
| 25. | 2009–2013 | Fabio Finocchiaro                             | Richard Hall                                               |
| 26. | 2010–2014 | Ron Langeveld                                 | Florin Serban                                              |
| 27. | 2011–2014 | Aleksandr Dronov                              | Matthias Kribben                                           |
| 28. | 2013–2016 | Leonardo Ljubičić                             | Horacio Neto                                               |
| 29. | 2015–2018 | Aleksandr Dronov                              | Jacek Oskulski                                             |
| 30. | 2017–2019 | Andrey Kochemasov                             | Enver Mikhailovich Efendiyev, Detlef Buse, Fred Kunzelmann |
| 31  | 2019-2022 | Fabian Stanach, Christian Muck, Ron Langeveld |                                                            |
| 32  | 2020-2022 | Jon Edwards                                   | Sergey Osipov, Horacio Neto, Michel Lecroq                 |

## Kvindernes mesterskab
| Nr. | År        | Mester                          | Andenplads                             |
| --- | --------- | ------------------------------- | -------------------------------------- |
| 01. | 1968–1972 | Olga Rubtsova                   | Gertrude Schoisswohl                   |
| 02. | 1972–1977 | Lora Jakovleva                  | Olga Rubtsova                          |
| 03. | 1978–1984 | Ljuba Kristol                   | Merike Rotova                          |
| 04. | 1984–1992 | Liudmila Belavenets             | Nina Orlova                            |
| 05. | 1993–1998 | Ljuba Kristol                   | Ingrida Priedite                       |
| 06. | 2000–2005 | Alessandra Riegler              | Maja Zelcic                            |
| 07. | 2002–2006 | Olga Mikhailovna Sukhareva      | Mary Jones                             |
| 08. | 2007–2010 | Olga Mikhailovna Sukhareva      | Marie Bazantová                        |
| 09. | 2011–2014 | Irina Vladimirovna Perevertkina | Maria Lisitcina                        |
| 10. | 2014–2017 | Irina Vladimirovna Perevertkina | Tetiana Moyseenko                      |
| 11. | 2017-2020 | Irina Vladimirovna Perevertkina | Vilma Dambrauskaite, Tetiana Moyseenko |

## ICCF World Cup
| Nr. | År        | Mester                       |
| --- | --------- | ---------------------------- |
| 01. | 1973–1977 | Karl Maeder                  |
| 02. | 1977–1983 | Gennadi Nesis                |
| 03. | 1981–1986 | Nikolai Rabinovich           |
| 04. | 1984–1989 | Albert Popov                 |
| 5A. | 1987–1994 | Alexandr Frolov              |
| 5B. | 1987–1994 | Gert Timmerman               |
| 06. | 1994–1999 | Olita Rause                  |
| 07. | 1994–2001 | Alexei Lepikhov              |
| 08. | 1998–2002 | Horst Staudler               |
| 09. | 1998–2001 | Edgar Prang                  |
| 10. | 2001–2005 | Frank Schroder               |
| 11. | 2008–2011 | Reinhardt Moll               |
| 12E | 2005–2007 | Reinhardt Moll               |
| 12P | 2009–2013 | Matthias Gleichmann          |
| 13. | 2009–2012 | Reinhardt Moll               |
| 14. | 2009–2012 | Reinhardt Moll               |
| 15. | 2012–2015 | Klemen Sivic                 |
| 16. | 2013–2016 | Uwe Nogga                    |
| 17. | 2014–2017 | Matthias Gleichmann          |
| 18. | 2015-2019 | Reinhard Moll / Stefan Ulbig |
| 19. | 2014-2016 | Thomas Herfuth               |
| 20. | 2017-2020 | Sergey Kishkin               |
| 21. | 2019-2021 | Matthias Gleichmann          |

## References
1. ↑  Iván Bottlik (juni 2002). "1.Overview of the history of correspondence chess, beginnings-1972". kszgk.com. Hentet 24. maj 2018.
2. ↑  Alan P. Borwell (juni 2002). "2.Overview of the history of correspondence chess 1973-2001". kszgk.com. Hentet 24. maj 2018.
3. ↑  "World Championship 01 Final". ICCF.com. Hentet 10. maj 2018.
4. ↑  "World Championship 02 Final". ICCF.com. Hentet 10. maj 2018.
5. ↑  "World Championship 03 Final". ICCF.com. Hentet 10. maj 2018.
6. ↑  "World Championship 04 Final". ICCF.com. Hentet 10. maj 2018.
7. ↑  "World Championship 05 Final". ICCF.com. Hentet 10. maj 2018.
8. ↑  "World Championship 06 Final". ICCF.com. Hentet 10. maj 2018.
9. ↑  "World Championship 07 Final". ICCF.com. Hentet 10. maj 2018.
10. ↑  "World Championship 08 Final". ICCF.com. Hentet 10. maj 2018.
11. ↑  "World Championship 09 Final". ICCF.com. Hentet 10. maj 2018.
12. ↑  "World Championship 10 Final". ICCF.com. Hentet 10. maj 2018.
13. ↑  "World Championship 11 Final". ICCF.com. Hentet 9. marts 2015.
14. ↑  "World Championship 12 Final". ICCF.com. Hentet 9. marts 2015.
15. ↑  "World Championship 13 Final". ICCF.com. Hentet 18. marts 2015.
16. ↑  "World Championship 14 Final". ICCF.com. Hentet 18. marts 2015.
17. ↑  "World Championship 15 Final". ICCF.com. Hentet 18. marts 2015.
18. ↑  "World Championship 16 Final". ICCF.com. Hentet 18. marts 2015.
19. ↑  "World Championship 17 Final". ICCF.com. Hentet 18. marts 2015.
20. ↑  "World Championship 18 Final". ICCF.com. Hentet 8. april 2015.
21. ↑  "World Championship 19 Final". ICCF.com. Hentet 8. april 2015.
22. ↑  "World Championship 20 Final". ICCF.com. Hentet 8. april 2015.
23. ↑  "World Championship 21 Final". ICCF.com. Hentet 29. april 2015.
24. ↑  "World Championship 22 Final". ICCF.com. Hentet 29. april 2015.
25. ↑  "World Championship 23 Final". ICCF.com. Hentet 9. maj 2015.
26. ↑  "Stephan, Ulrich". ICCF.com. Hentet 1. marts 2015.
27. ↑  "World Championship 24 Final". ICCF.com. Hentet 9. maj 2015.
28. ↑  "Šemrl, Marjan". ICCF.com. Hentet 1. marts 2015.
29. ↑  "World Championship 25 Final". ICCF.com. Hentet 19. maj 2015.
30. ↑  "Finocchiaro, Fabio". ICCF.com. Hentet 1. marts 2015.
31. ↑  "World Championship 26 Final". ICCF.com. Hentet 19. maj 2015.
32. ↑  "Langeveld, Ron". ICCF.com. Hentet 1. marts 2015.
33. ↑  "World Championship 27 Final". ICCF.com. Hentet 19. maj 2015.
34. ↑  "World Championship 28 Final". ICCF.com. Hentet 5. februar 2016.
35. ↑  "World Championship 29 Final". ICCF.com. Hentet 26. september 2018.
36. ↑  "World Championship 30 Final". ICCF.com. Hentet 7. oktober 2019.
37. ↑  "World Championship 31 Final".
38. ↑  "World Championship 32 Final".
39. ↑  "01.WWCC". ICCF.com. Hentet 24. maj 2018.
40. ↑  "02.WWCC". ICCF.com. Hentet 24. maj 2018.
41. ↑  "03.WWCC". ICCF.com. Hentet 24. maj 2018.
42. ↑  "04.WWCC". ICCF.com. Hentet 20. april 2018.
43. ↑  "05.WWCC". ICCF.com. Hentet 20. april 2018.
44. ↑  "06.WWCC". ICCF.com. Hentet 20. april 2018.
45. ↑  "07.WWCC". ICCF.com. Hentet 20. april 2018.
46. ↑  "08.WWCC". ICCF.com. Hentet 20. april 2018.
47. ↑  "09.WWCC". ICCF.com. Hentet 20. april 2018.
48. ↑  "10.WWCC". ICCF.com. Hentet 20. april 2018.
49. ↑  "11.WWCC".
50. ↑  "1. ICCF World Cup". ICCF.com. Hentet 13. juni 2018.
51. ↑  "2. ICCF World Cup". ICCF.com. Hentet 13. juni 2018.
52. ↑  "3. ICCF World Cup". ICCF.com. Hentet 13. juni 2018.
53. ↑  "4. ICCF World Cup". ICCF.com. Hentet 13. juni 2018.
54. ↑  "5A. ICCF World Cup". ICCF.com. Hentet 13. juni 2018.
55. ↑  "5B. ICCF World Cup". ICCF.com. Hentet 13. juni 2018.
56. ↑  "6. ICCF World Cup". ICCF.com. Hentet 13. juni 2018.
57. ↑  "7. ICCF World Cup". ICCF.com. Hentet 13. juni 2018.
58. ↑  "8. ICCF World Cup". ICCF.com. Hentet 13. juni 2018.
59. ↑  "9. ICCF World Cup". ICCF.com. Hentet 13. juni 2018.
60. ↑  "10. ICCF World Cup". ICCF.com. Hentet 13. juni 2018.
61. ↑  "11. ICCF World Cup". ICCF.com. Hentet 13. juni 2018.
62. ↑  "12E. ICCF World Cup". ICCF.com. Hentet 13. juni 2018.
63. ↑  "12P. ICCF World Cup". ICCF.com. Hentet 13. juni 2018.
64. ↑  "13. ICCF World Cup". ICCF.com. Hentet 13. juni 2018.
65. ↑  "14. ICCF World Cup". ICCF.com. Hentet 13. juni 2018.
66. ↑  "15. ICCF World Cup". ICCF.com. Hentet 13. juni 2018.
67. ↑  "16. ICCF World Cup". ICCF.com. Hentet 13. juni 2018.
68. ↑  "17. ICCF World Cup". ICCF.com. Hentet 13. juni 2018.
69. ↑  "18. ICCF World Cup".
70. ↑  "19. ICCF World Cup".
71. ↑  "20. ICCF World Cup".
72. ↑  "21. ICCF World Cup".